# Marin Petkov
Marin Plamenov Petkov (tiếng Bulgaria: Марин Пламенов Петков; sinh ngày 2 tháng 10 năm 2003) là một cầu thủ bóng đá ngưởi Bulgaria hiện tại đang thi đấu ở vị trí tiền vệ cánh hoặc tiền vệ tấn công cho câu lạc bộ Levski Sofia tại Giải bóng đá vô địch quốc gia Bulgaria. Là một cầu thủ đa năng, anh cũng có thể chơi ở vị trí hậu vệ biên tấn công và tiền đạo trung tâm.

## Sự nghiệp thi đấu

### Levski Sofia
Petkov là sản phẩm của lò đào tạo trẻ Levski Sofia. Ngày 11 tháng 1 năm 2020, anh ký bản hợp đồng chuyên nghiệp đầu tiên với câu lạc bộ.

## Sự nghiệp quốc tế
Ngày 5 tháng 9 năm 2022, Petkov được gọi triệu tập lên Đội tuyển bóng đá quốc gia Bulgaria, chuẩn bị cho hai trận đấu thuộc khuôn khổ UEFA Nations League gặp Gibraltar và Bắc Macedonia, lần lượt vào ngày 23 và 26 tháng 9 năm 2022. Petkov ra mắt quốc tế trong trận gặp Gibraltar và ghi bàn thắng ấn định tỷ số 5–1 cho Bulgaria.

## Thống kê sự nghiệp

### Quốc tế
Tính đến 20 tháng 6 năm 2023
| Đội tuyển quốc gia | Năm       | Trận | Bàn thắng |
| ------------------ | --------- | ---- | --------- |
| Bulgaria           | 2022      | 4    | 1         |
| Bulgaria           | 2023      | 4    | 1         |
| Bulgaria           | Tổng cộng | 8    | 2         |

## Bàn thắng quốc tế
Tỷ số và kết quả liệt kê bàn thắng đầu tiên của Bulgaria, cột điểm cho biết điểm số sau mỗi bàn thắng của Petkov.
| #  | Thời gian           | Địa điểm                                         | Đối thủ   | Ghi bàn | Kết quả | Giải đấu                    |
| -- | ------------------- | ------------------------------------------------ | --------- | ------- | ------- | --------------------------- |
| 1. | 23 tháng 9 năm 2022 | Sân vận động Huvepharma Arena, Razgrad, Bulgaria | Gibraltar | 5–1     | 5–1     | UEFA Nations League 2022–23 |
| 2. | 17 tháng 6 năm 2023 | Sân vận động Darius và Girėnas, Kaunas, Litva    | Litva     | 1–1     | 1–1     | Vòng loại UEFA Euro 2024    |

## Danh hiệu

### Câu lạc bộ
Levski Sofia
- Cúp bóng đá Bulgaria (1): 2021–22